# Prva crnogorska fudbalska liga 2016-2017
La Prva crnogorska fudbalska liga 2016-2017 (prima lega calcistica montenegrina 2016-2017), conosciuta anche come T-Com 1.CFL 2016-2017 per ragioni di sponsorizzazione, è stata la 13ª edizione di questa competizione, la 11ª come prima divisione del Montenegro indipendente. La vittoria finale è stata appannaggio del Budućnost, al suo 3º titolo, grazie alla classifica avulsa.
Capocannoniere del torneo fu Zoran Petrović (Mladost Podgorica), con 14 reti.

## Stagione

### Avvenimenti
Il Mornar, retrocesso dopo varie salvezze ai play-out, fa spazio al neopromosso Jedinstvo Bijelo Polje. Le squadre coinvolte nei play-out, Iskra Danilovgrad e Petrovac, hanno battuto le due rivali di seconda divisione e mantenuto la categoria.

### Formula
In stagione le squadre partecipanti furono 12 : 11 che mantennero la categoria dalla stagione precedente e 1 promossa dalla seconda divisione.
Le 12 squadre disputarono un girone andata-ritorno; al termine delle 22 giornate ne disputarono ancora 11 secondo uno schema prefissato (totale 33 giornate), al termine di queste le ultime 3 furono retrocesse, mentre la quartultima e la quintultima disputarono i play-out contro la seconda e terza classificata della Druga crnogorska fudbalska liga 2016-2017. Era in programma una riduzione dell'organico da 12 a 10 compagini.
Le squadre qualificate alle coppe europee furono quattro: La squadra campione si qualificò alla UEFA Champions League 2017-2018, la seconda e la terza alla UEFA Europa League 2017-2018. La squadra vincitrice della coppa del Montenegro fu anch'essa qualificata alla UEFA Europa League.

## Squadre
| Club                   | Città        | Stadio                   | Posizione 2015-2016     |
| ---------------------- | ------------ | ------------------------ | ----------------------- |
| Bokelj                 | Cattaro      | Stadion pod Vrmcem       | 4º posto                |
| Budućnost              | Podgorica    | Stadio pod Goricom       | 2º posto                |
| Dečić                  | Tuzi         | Stadion Tuško Polje      | 6º posto                |
| Grbalj                 | Radanovići   | Stadion u Radanovićima   | 7º posto                |
| Iskra Danilovgrad      | Danilovgrad  | Stadion Braće Velašević  | 10º posto               |
| Jedinstvo Bijelo Polje | Bijelo Polje | Gradski stadion Nikoljac | 1º posto in Druga liga  |
| Lovćen                 | Cettigne     | Stadion Obilića Poljana  | 9º posto                |
| Mladost Podgorica      | Podgorica    | Stadion Cvijetni Brijeg  | Campione del Montenegro |
| Petrovac               | Castellastua | Stadion pod Malim brdom  | 11º posto               |
| Rudar Pljevlja         | Pljevlja     | Gradski stadion          | 3º posto                |
| Sutjeska               | Nikšić       | Stadion kraj Bistrice    | 5º posto                |
| Zeta                   | Golubovci    | Stadion Trešnjica        | 8º posto                |

## Classifica
|       | Pos. | Squadra                | Pt | G  | V  | N  | P  | GF | GS | DR  |
| ----- | ---- | ---------------------- | -- | -- | -- | -- | -- | -- | -- | --- |
|       | 1.   | Budućnost              | 57 | 33 | 17 | 6  | 10 | 52 | 28 | +24 |
|       | 2.   | Zeta (−6)              | 57 | 33 | 19 | 6  | 8  | 38 | 17 | +21 |
|       | 3.   | Mladost Podgorica      | 57 | 33 | 16 | 9  | 8  | 46 | 22 | +24 |
| [ 5 ] | 4.   | Sutjeska               | 55 | 33 | 15 | 10 | 8  | 43 | 25 | +18 |
|       | 5.   | Dečić                  | 50 | 33 | 14 | 8  | 11 | 27 | 32 | −5  |
|       | 6.   | Iskra Danilovgrad      | 49 | 33 | 14 | 7  | 12 | 29 | 32 | −3  |
|       | 7.   | Grbalj                 | 46 | 33 | 11 | 13 | 9  | 28 | 25 | +3  |
|       | 8.   | Rudar Pljevlja         | 42 | 33 | 11 | 9  | 13 | 35 | 31 | +4  |
|       | 9.   | Petrovac               | 39 | 33 | 11 | 6  | 16 | 30 | 50 | −20 |
|       | 10.  | Bokelj                 | 36 | 33 | 8  | 12 | 13 | 28 | 34 | −6  |
|       | 11.  | Lovćen (−3)            | 34 | 33 | 10 | 7  | 16 | 25 | 36 | −11 |
|       | 12.  | Jedinstvo Bijelo Polje | 14 | 33 | 3  | 5  | 25 | 20 | 69 | −49 |

Legenda:
      Campione di Montenegro e ammessa alla UEFA Champions League 2017-2018.
      Ammesse alla UEFA Europa League 2017-2018.
  Partecipa ai play-out.
      Retrocesse in Druga crnogorska fudbalska liga 2017-2018.
Regolamento:
Tre punti a vittoria, uno a pareggio, zero a sconfitta.
Note:
Lo Zeta è stato penalizzato due volte di 3 punti, in ambedue i casi per colpa di Radojica Božović (l'ex-presidente del club, squalificato a vita il 20 maggio 2009 per tentativo di corruzione di arbitro). Nel primo caso è entrato, durante l'intervallo di Zeta-Grbalj (3ª giornata), nello spogliatoio ad insultare il guardalinee Veselin Radunović. Nel secondo è entrato nello spogliatoio dell'arbitro dopo la partita Zeta-Rudar (24ª giornata).
Il Lovćen è stato penalizzato di 3 punti per aver utilizzato il giocatore Jabučanin Joku, già tesserato dall'Otrant-Olympic.

### Classifica avulsa
Per determinare il primo classificato, fra le tre squadre a 57 punti, si utilizza la classifica avulsa.
|  | Pos. | Squadra           | Pt | G | V | N | P | GF | GS | DR |
|  | ---- | ----------------- | -- | - | - | - | - | -- | -- | -- |
|  | 1.   | Budućnost         | 10 | 6 | 3 | 1 | 2 | 5  | 6  | −1 |
|  | 2.   | Zeta              | 8  | 6 | 2 | 2 | 2 | 3  | 3  | 0  |
|  | 3.   | Mladost Podgorica | 7  | 6 | 2 | 1 | 3 | 5  | 4  | +1 |

## Risultati
|           | Bud     | Zet     | Mla     | Sut     | Deč     | Isk     | Grb     | Rud     | Pet     | Bok     | Lov     | Jed     |
| --------- | ------- | ------- | ------- | ------- | ------- | ------- | ------- | ------- | ------- | ------- | ------- | ------- |
| Budućnost |         | 1−0     | 1−0 0−3 | 4−2     | 0−1 2−0 | 2−0     | 2−0     | 0−2 3−2 | 5−0     | 3−0 2−2 | 5−0     | 2−0 4−1 |
| Zeta      | 1−1 1−0 |         | 0−0     | 1−0     | 0−1 3−0 | 3−1     | 2−1 0−1 | 3−0 1−0 | 0−0     | 1−0     | 1−0     | 1−0 3−0 |
| Mladost   | 1−2     | 1−0 0−1 |         | 2−1 1−3 | 1−0     | 0−0 1−2 | 0−0     | 2−1     | 1−0 2−0 | 3−1     | 0−0 7−2 | 5−0 6−2 |
| Sutjeska  | 1−1 1−2 | 0−0 1−2 | 1−1     |         | 1−1     | 2−1     | 1−1 0−0 | 1−0 2−0 | 0−0     | 2−0 1−1 | 1−0     | 3−2 4−0 |
| Dečić     | 1−2     | 2−0     | 2−0 0−0 | 1−0     |         | 1−2 0−0 | 1−0     | 2−1     | 1−4 0−0 | 1−3     | 2−1 1−0 | 2−1     |
| Iskra     | 0−3 1−0 | 0−2 1−0 | 1−3     | 0−3 1−0 | 0−0     |         | 0−1     | 1−0     | 1−0 4−0 | 1−0 0−0 | 1−0     | 1−2     |
| Grbalj    | 1−1     | 1−0     | 1−0 0−0 | 2−2     | 3−0 0−1 | 1−1 2−3 |         | 2−1     | 0−1 1−0 | 0−0     | 2−0 0−3 | 1−0     |
| Rudar     | 1−0     | 1−1     | 0−1     | 1−0     | 0−0 1−0 | 0−0 2−0 | 1−1 0−0 |         | 3−2     | 2−0     | 1−1 2−0 | 5−0     |
| Petrovac  | 0−2     | 1−1     | 0−3     | 0−3 0−1 | 3−0     | 2−1     | 1−0     | 1−2 3−1 |         | 1−1 1−3 | 1−0     | 0−0     |
| Bokelj    | 2−2     | 0−1     | 1−0 0−0 | 1−2     | 1−1 2−1 | 0−1     | 0−0     | 2−1 0−0 | 3−0     |         | 0−0 0−1 | 2−1     |
| Lovćen    | 0−2 1−0 | 0−1 0−3 | 0−0     | 0−2     | 0−0     | 1−0 0−0 | 2−1     | 0−0     | 0−1 6−0 | 2−0     |         | 2−0     |
| Jedinstvo | 0−0     | 0−3     | 0−1     | 0−0     | 0−1     | 1−2 0−2 | 2−2     | 0−0 1−4 | 1−3 3−1 | 1−0 1−3 | 0−2 0−1 |         |

## Spareggi
Petrovac e Rudar Pljevlja (quartultimo e quintultimo in prima divisione) sfidano Ibar e Otrant-Olympic (secondo e terzo in seconda divisione) per due posti in Prva crnogorska fudbalska liga 2017-2018.
| Squadra 1                                              | Totale | Squadra 2      | Andata     | Ritorno    |
| ------------------------------------------------------ | ------ | -------------- | ---------- | ---------- |
|                                                        |        |                | 31.05.2017 | 04.06.2017 |
| Petrovac                                               | 5 – 1  | Ibar           | 4 – 0      | 1 – 1      |
| Otrant-Olympic                                         | 1 – 3  | Rudar Pljevlja | 1 – 0      | 0 – 3      |
| Tutte le squadre rimangono nella rispettiva categoria. |        |                |            |            |

## Marcatori
| Gol                                               |  |  | Giocatore         | Squadra           |
| ------------------------------------------------- |  |  | ----------------- | ----------------- |
| 14                                                |  |  | Zoran Petrović    | Mladost Podgorica |
| 12                                                |  |  | Goran Vujović     | Budućnost         |
| 11                                                |  |  | Bojan Božović     | Sutjeska          |
| 10                                                |  |  | Radomir Đalović   | Budućnost         |
| 10                                                |  |  | Vule Vujačić      | Dečić             |
| 9                                                 |  |  | Admir Adrović     | Mladost Podgorica |
| 9                                                 |  |  | Rodoljub Paunović | Iskra Danilovgrad |
| 9                                                 |  |  | Marko Đurović     | Lovćen            |
| 8                                                 |  |  | Milivoje Raičević | Budućnost         |
| 8                                                 |  |  | Igor Ivanović     | Sutjeska          |
| 7                                                 |  |  | Pjeter Ljuljđuraj | Zeta              |
| 7                                                 |  |  | Nikola Krstović   | Zeta              |
| 7                                                 |  |  | Alen Melunović    | Rudar Pljevlja    |
| Fonte: Montenegro » 1. CFL 2016/2017 » Top Scorer |  |  |                   |                   |